# Kandla

Kandla est un port maritime de l'état de Gujarat à l'ouest de l'Inde, à proximité de la ville de Gandhidham.
La population était de 15 782 habitants en 2011.
Les principaux produits transitant par le port sont le pétrole, les produits chimiques, l'acier, mais aussi le textile et les céréales.
C'est historiquement la première zone économique spéciale établie en Inde